# ペーター・ミュラー
ペーター・ミュラー（Peter Müller、1957年10月6日 - ）は、スイスの男子アルペンスキー選手である。
彼の滑走スタイルは『雪上の重戦車』と呼ばれていた。

## 主な成績
- 1984年サラエボオリンピック男子滑降で銀メダルを獲得する。
- 1988年カルガリーオリンピック男子滑降で銀メダルを獲得する。

## プロフィール
1980年代に活躍した男子アルペンスキー選手であり、ワールドカップや世界選手権でも滑降等で優勝を含む上位入賞何度もを達成した。同時期に活躍した同じスイスのピルミン・ツルブリッゲンがオールラウンダーであったのに対して、彼は高速系種目（滑降・スーパー大回転）のスペシャリストであった。